# Вій (фільм, 1909)
«Вій» (рос. Вий) — німий художній короткометражний фільм Василя Гончарова. Вийшов у 1909 році.
Знятий за мотивами однойменної повісті М. В. Гоголя. Один з перших фантастичних ігрових фільмів Росії. Перший російський фільм жахів.
Не зберігся.
Згідно з даними дослідника дореволюційного кіно Веніаміну Вишневському, фільму передував титр «старовинний малоросійський переказ за М. В. Гоголем».
«Вій» вийшов на екрани 14 (27) вересня 1909 року.

## Факти
- Паралельно з «Вієм» Гончаровим був знятий ще один фантастичний фільм «Опівночі на цвинтарі», що вийшов взимку 1910 року. Таким чином, ці два фільми прийнято вважати першими фільмами, що ознаменували собою появу російської кінофантастики.

- В інформаційній базі кіно IMDb фільму нема.

## У ролях
- І. Лангфельд
- А. Платонов
- В. Дальська